# Château du Manais
Le château du Manais est situé à Ferrières-en-Bray près de Gournay-en-Bray, en Normandie. Construit en 1730, il s'agit d'un bâtiment de trois étages, le nom Manais étant probablement une forme normande du terme manoir.
Le château est encore habité par ses propriétaires et n'est, de fait, pas visitable.